# Japanagallia dentata
Japanagallia dentata är en insektsart som beskrevs av Cai och He. Japanagallia dentata ingår i släktet Japanagallia och familjen dvärgstritar. Inga underarter finns listade i Catalogue of Life.